# Teletón (Mexique)
Le Teletón du Mexique est un événement annuel et une émission de télévision et de radio, d’une durée de plus de 24 heures, durant lesquelles on essaie de recueillir de l’argent pour aider à la création des centres de réadaptation infantile appelés « Centro de Rehabilitación Infantil Teletón » ou « CRIT » (Centres de Réadaptation Infantile Teletón), pour enfants avec des capacités différentes.

## Historique
Le Teletón au Mexique est né de l’initiative de Fernando Landeros. Il est produit par Televisa avec plus de 500 médias mexicains et internationaux, et plus de 100 entreprises sponsorisent la cause. La mission du téléthon est « de fournir la connaissance sur les handicaps physiques, en donnant un fort message sur le respect, l’égalité et le soutien aux gens qui en sont porteurs ».
Depuis 1997 il a lieu le premier vendredi de décembre. Il a toujours été conçu comme « un projet d’unité nationale où les Mexicains ont l’opportunité de s’engager et travailler pour une même cause ». Jusqu’en 2003 la dernière étape de l’événement avait été marquée par un concert dans le Stade Azteca, puis en 2004 et 2005 Place de la Constitution à Mexico, en 2006 au Forum Sol, en 2007 et 2008 à l’Auditorium National. Le Teletón des 5 et 6 décembre 2008 a duré 30 heures,
En plus de la création de CRITs partout dans le pays, le Système CRIT et l’Universidad Autónoma del Estado de México (UAEM) ont signé un accord en 2000 qui permettait la création de deux programmes d’études universitaires destinés à la formation de professionnels capables de travailler avec les enfants dans les CRITs et permet aussi la création de « l’Instituto Teletón de Estudios Superiores » (Français : Institut Teletón d’Études Supérieurs (ITESUR), qui se trouve à côté du premier CRIT construit. ITESUR est la seule université en Mexique qui concède les Licences en Ergothérapie et Physiothérapie.
De 1997 à 2004, l’actrice et chanteuse mexicaine Lucero était fortement présente à chaque téléthon ; elle était la porte-parole principale lors des émissions. Après une controverse mêlant son équipe de sécurité et les médias, son rôle a diminué et d'autres personnalités de Televisa ont participé.

## CRITs
Le premier Teletón a été diffusé le 12 décembre 1997 par Televisa, associée avec 70 autres médias organisateurs. À la fin de la cérémonie, l’objectif a été largement dépassé. Depuis cette date, l’objectif est fixé comme : la même quantité atteinte l’an dernier plus un peso mexicain.
Jusqu'à 2007, le Teletón a atteint son but chaque année et ses excédents ont permis la construction de treize CRITs. Les emplacements des CRITs sont décidés avec des bases géographiques, en s’assurant d’en avoir au moins un par région, même si l’objectif final est de construire un CRIT dans chaque État. Quelques CRITs ont été construits dans certaines zones parce « qu’elles le méritent » à cause de l’argent qu’elles ont donné lors des émissions passées.
- État de Mexico – 13 mai, 1999
- Occident – 29 septembre, 2000
- Oaxaca – 7 décembre, 2001
- Aguascalientes – 6 décembre, 2002
- Coahuila – 5 décembre, 2003
- Guanajuato – 5 décembre, 2003
- Hidalgo – 25 novembre, 2005
- Chihuahua – 23 novembre, 2006
- Chiapas – 28 novembre, 2006

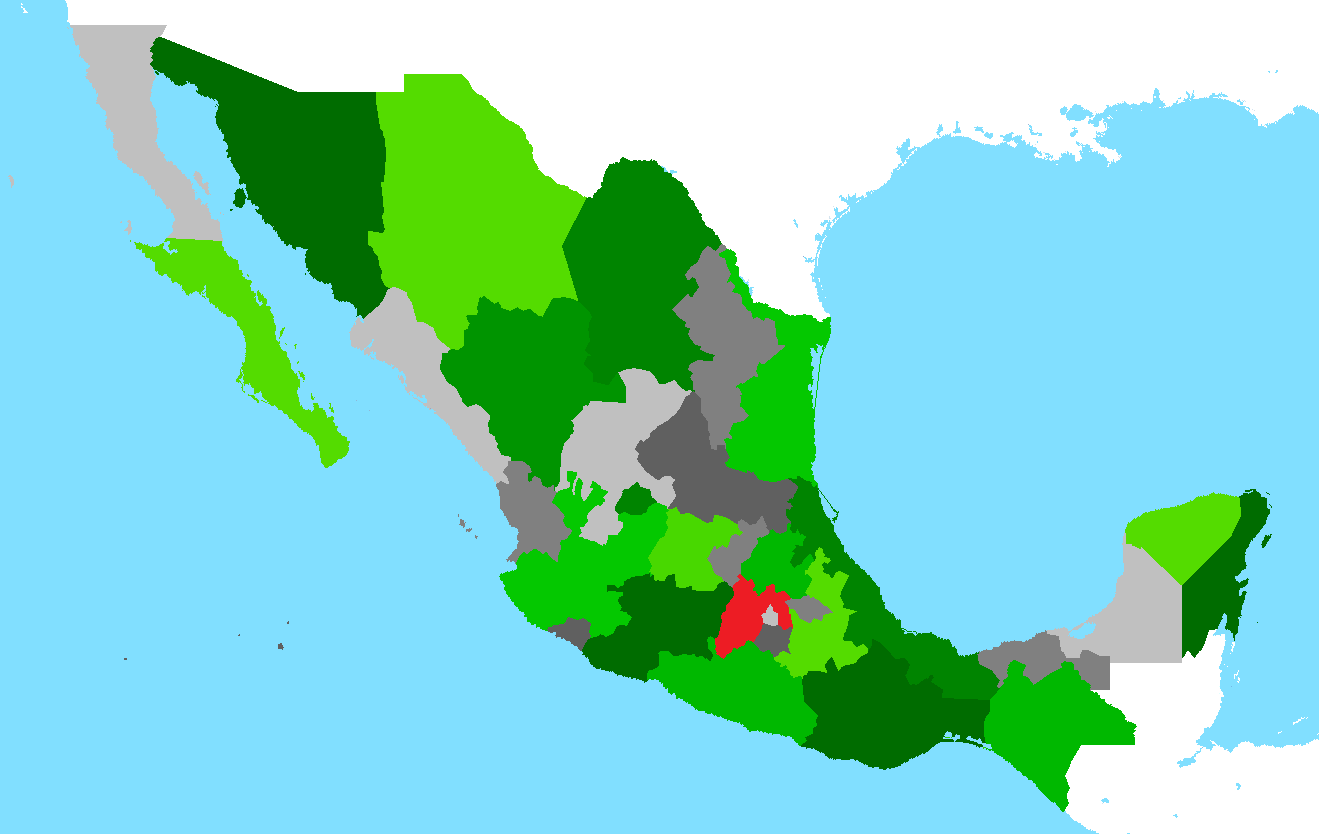
En vert, les Etats avec un CRIT.

Les CRITs ouverts en 2007 sont ceux qui ont été ouverts à cause de l’argent donné par les gens de ces régions :
- Quintana Roo – 29 novembre, 2007, a été construit parce que Quintana Roo avait été l’État qui avait donné le plus.
- Nezahualcóyotl – 27 novembre, 2007, Nezahualcóyotl avait été la municipalité qui avait donné le plus.
- Tamaulipas – 26 novembre, 2008
- Yucatán – 14 janvier, 2009
- Veracruz - 18 novembre, 2009
- Durango - 25 novembre, 2009
- Sonora - 15 novembre, 2010
- Baja California Sur - 23 novembre, 2010

## Participation des médias
Lors de la première émission, Teletón a compté sur la participation de 70 médias nationaux, ayant eu un rôle central les stations de radio et télévision liées ou associées à Televisa, qui lui ont permis de faire une campagne nationale. Pour l’édition de 2007 il a compté avec la participation de plus de 500 médias nationaux et internationaux. L’absence la plus notable est celle de la seconde chaine de télévision mexicaine, TV Azteca, qui n’a jamais participé à l’événement car tous les médias sont obligés de diffuser le signal de Televisa et TV Azteca rejette cette condition et demande le droit d’employer le sien.
L'année 2007 a marqué aussi la première fois où l’organisation a reçu des dons des pays étrangers, principalement de la population hispanique qui habite aux États-Unis au Canada, et en Espagne.
| An               | 1997 | 1998 | 1999 | 2000 | 2001 | 2002 | 2003 | 2004 | 2005 | 2006 | 2007 | 2008 |
| ---------------- | ---- | ---- | ---- | ---- | ---- | ---- | ---- | ---- | ---- | ---- | ---- | ---- |
| Nombre de Médias | 70   | 229  | 287  | 336  | 392  | 428  | 471  | 506  | 560  | 577  | 580  |      |

| Médias                | Nombre (2007) |
| --------------------- | ------------- |
| Stations télé         | 72            |
| Stations radio        | 77            |
| Journaux              | 192           |
| Magazines             | 131           |
| Médias Externes       | 103           |
| Médias Internationaux | 5             |
| Total                 | 580           |

## Éditions
| Teletón             | Dates             | Objectif en MXN | Argent recueilli | Excédent (pourcentage) | Équivalent en francs français et euro1                     | Slogan                 | Traduction                     | Objectifs |
| ------------------- | ----------------- | --------------- | ---------------- | ---------------------- | ---------------------------------------------------------- | ---------------------- | ------------------------------ | --- |
| Teletón México 1997 | 12 et 13 décembre | 80 000 000 $    | 138 496 840 $    | +73,12 %               | 101 055 696 F 1,3705 MXN = 1 FRF                           | El amor hace milagros  | L'amour fait de miracles       | - Construire et équiper deux CRITs dans l'État de Mexico et en Occident. - Fonder le « Fond Teletón pour le Soutien des Institutions » (« Fondo Teletón de Apoyo a Instituciones » - FTAI), pour aider d'autres institutions qui s'occupent de la même population. |
| Teletón México 1998 | 4 et 5 décembre   | 138 496 841 $   | 142 937 440 $    | +3,20 %                | 80 827 885 F 1,7468 MXN = 1 FRF                            | El amor hace milagros  | L'amour fait de miracles       | - Garantir les ressources opératoires pour les deux CRITs. - Continuer le FTAI. |
| Teletón México 1999 | 3 et 4 décembre   | 142 937 441 $   | 158 224 117 $    | +10,70 %               | 108 994 904 16 616 166 € 9,5223 MXN = 1 EUR = 6,55957 FRF  | El amor hace milagros  | L'amour fait de miracles       | - Concéder des bourses pour les deux CRITs. - Continuer le FTAI. |
| Teletón México 2000 | 8 et 9 décembre   | 158 224 118 $   | 201 168 475 $    | +27,14 %               | 155 420 084 F 23 693 639 € 8,4904 MXN= 1 MXN= 6,55957 FRF  | Vamos a dar            | Allons donner                  | - Construire et équiper le troisième CRIT à Oaxaca. - Concéder des bourses pour les deux CRITs. - Garantir l'opération des deux CRITs. - Continuer le FTAI. |
| Teletón México 2001 | 7 et 8 décembre   | 201 168 476 $   | 207 408620 $     | +3,10 %                | 166 421 375 F 25 370 775 € 8,1751 MXN = 1 EUR = 6,5595 FRF | Te estamos esperando   | Nous t'attendons               | - Construire et équiper le quatrième en Aguascalientes. - Concéder des bourses pour les trois CRITs. - Continuer le FTAI. |
| Teletón México 2002 | 6 et 7 décembre   | 207 408 621 $   | 217 876 247 $    | +5,05 %                | 20 929 515 € 10,41 MXN = 1 EUR                             | ¡Un paso más!          | Un pas plus !                  | - Construire et équiper le cinquième et sixième CRITs en Coahuila et Guanajuato. - Concéder des bourses pour les quatre CRITs. - Continuer le FTAI. |
| Teletón México 2003 | 12 et 13 décembre | 217 876 248 $   | 247 759 351 $    | +13,72 %               | 17 931 097 € 13,8173 MXN = 1 EUR                           | Lo hacemos todos       | Tous nous le faisons           | - Construire et équiper le cinquième et sixième CRITs à Coahuila et Guanajuato. - Concéder des bourses pour les quatre CRITs. - Continuer le FTAI. |
| Teletón México 2004 | 3 et 4 décembre   | 247 759 352 $   | 305 650 421 $    | +23,37 %               | 20 346 040 € 15,0226 MXN = 1 EUR                           | Unidos por el amor     | Unis pour l'amour              | - Construire et équiper le septième CRIT à Pachuca, Hidalgo. - Concéder des bourses pour les quatre CRITs. - Continuer le FTAI. |
| Teletón México 2005 | 2 et 3 décembre   | 305 650 422 $   | 349 190 470 $    | +14,25 %               | 27 703 855 € 12,6044 MXN = 1 EUR                           | Ayudar es amar         | Aimer est aider                | - Construire et équiper les huitième et neuvième CRITs à Chihuahua et Chiapas. - Concéder des bourses pour les quatre CRITs. - Continuer le FTAI. |
| Teletón México 2006 | 8 et 9 décembre   | 349 190 471 $   | 420 369 748 $    | +20,38 %               | 29 304 270 € 14,345 MXN = 1 EUR                            | Necesitamos tu amor    | Nous avons besoin de ton amour | - Construire et équiper les dixième et onzième CRITs à Nezahualcóyotl, État de Mexico et Cancun, Quintana Roo. - Concéder des bourses pour les quatre CRITs. - Continuer le FTAI.                                                                                  |
| Teletón México 2007 | 7 et 8 décembre   | 420 369 749 $   | 439 968 534 $    | +4,66 %                | 27 829 201 € 15,8096 MXN = 1 EUR                           | El Teletón eres tú     | Le « Teletón » c'est toi       | - Construire et équiper les douzième et treizième CRITs à Tamaulipas et à Yucatán. - Continuer le FTAI. - Donner 10 % du total recueilli pour aider la population affectée par l'inondation de Tabasco en 2007 et par le glissement de terrain à Chiapas.          |
| Teletón México 2008 | 5 et 6 décembre   | 439 968 535 $   | 440 404 909 $    | +0,09 %                | 25 229 573 € 17,4559 MXN = 1 EUR                           | El Teletón lo haces tú | Tu fais le « Teletón »         | - Construire et équiper les quatorzième et quinzième CRITs à Durango et à Poza Rica, Veracruz. - Garantir l'opération des quinze CRITs. - Continuer le FTAI. |
| Teletón México 2009 | 4 et 5 décembre   | 440 404 910 $   | -$               | -%                     | -€                                                         | PEA                    | PEA                            | - PEA |

Notes :
1 : équivalence faite avec le taux de change courant le jour de l’événement. Information du Banc du Mexique.

## Soutien des sponsors
Les opérations du Teletón sont soutenues, aussi, par quelques entreprises que financent une partie des frais des CRITs pendant toute l’année et qui, en plus, font des dons économiques les jours de l’émission. Un avantage qu’elles reçoivent ce qu’il y a seulement un sponsor pour chaque catégorie commerciale, donc seulement les peu plus de vingt logotypes seront apparus pendant l’émission et seulement ces entreprises ont accès aux espaces commerciaux. Au même temps, elles empêchent les autres entreprises de diffuser ses marques dans la majorité des médias pour deux jours.
Dans la première édition il y avait seulement 9 sponsors et en 2008 le nombre est monté jusqu’à 26.

## Critiques
Depuis la première édition, le Teletón a reçu beaucoup de critiques pour des raisons différentes. Il y a trois critiques principales :
- L’excès des moments « à la guimauve ». L’émission est faite de numéros musicaux, de publicité des sponsors et d'histoires des enfants qui ont reçu l’aide des CRITs, tous soutenus ensemble pour les animateurs. Ce qu’on critique des histoires ce qu’elles sont, elles-mêmes, assez dramatiques et elles sont montées d’une façon telle qu’elles sont présentées encore plus théâtrales, les animateurs pleurent dans l’écran chaque fois qu’ils apparaissent, ils disent que les dons marchaient mieux l’année dernière et toute la situation se présente plus critique.
- La notion perçue que chaque an, il semble que l’objectif ne sera pas atteint, en plus, les animateurs assurent, pendant les 30 heures de diffusion que les dons des sponsors ont déjà été additionnés, et tout à coup le niveau des dons accélère et/ou quelques autres sponsors apparaissent pour faire leur don ou pour faire un deuxième don au nom des ouvriers, assurant l’objectif et l’élevant pour l’année suivante. En 2007, 30 minutes avant de terminer l’émission il y avait une différence de 31 000 000 MXN $ entre l’objectif et l’argent recueilli, tous les animateurs sont apparus, certains en train de pleurer et les autres au bord des larmes, le souffle coupé, et ils ont demandé aux gens de donner. Lors de la demi-heure suivante le niveau des dons a augmenté dramatiquement, recueillant environ 33 000 000 MXN $ et suscitant beaucoup de soupçons.
- La notion perçue que les sponsors l’utilisent pour déduire impôts, en étant donné que le Teletón se déroule à la fin de l’année fiscal et, pourtant, leur permets déduire ses dons avant de faire leur déclaration au SHCP, ce que la majorité des citoyens ne font pas.